# Saint-Félix (Charente Marittima)
Saint-Félix è un comune francese di 316 abitanti situato nel dipartimento della Charente Marittima nella regione della Nuova Aquitania.

## Società

### Evoluzione demografica
Abitanti censiti